# Bromsgrove Guild of Applied Arts

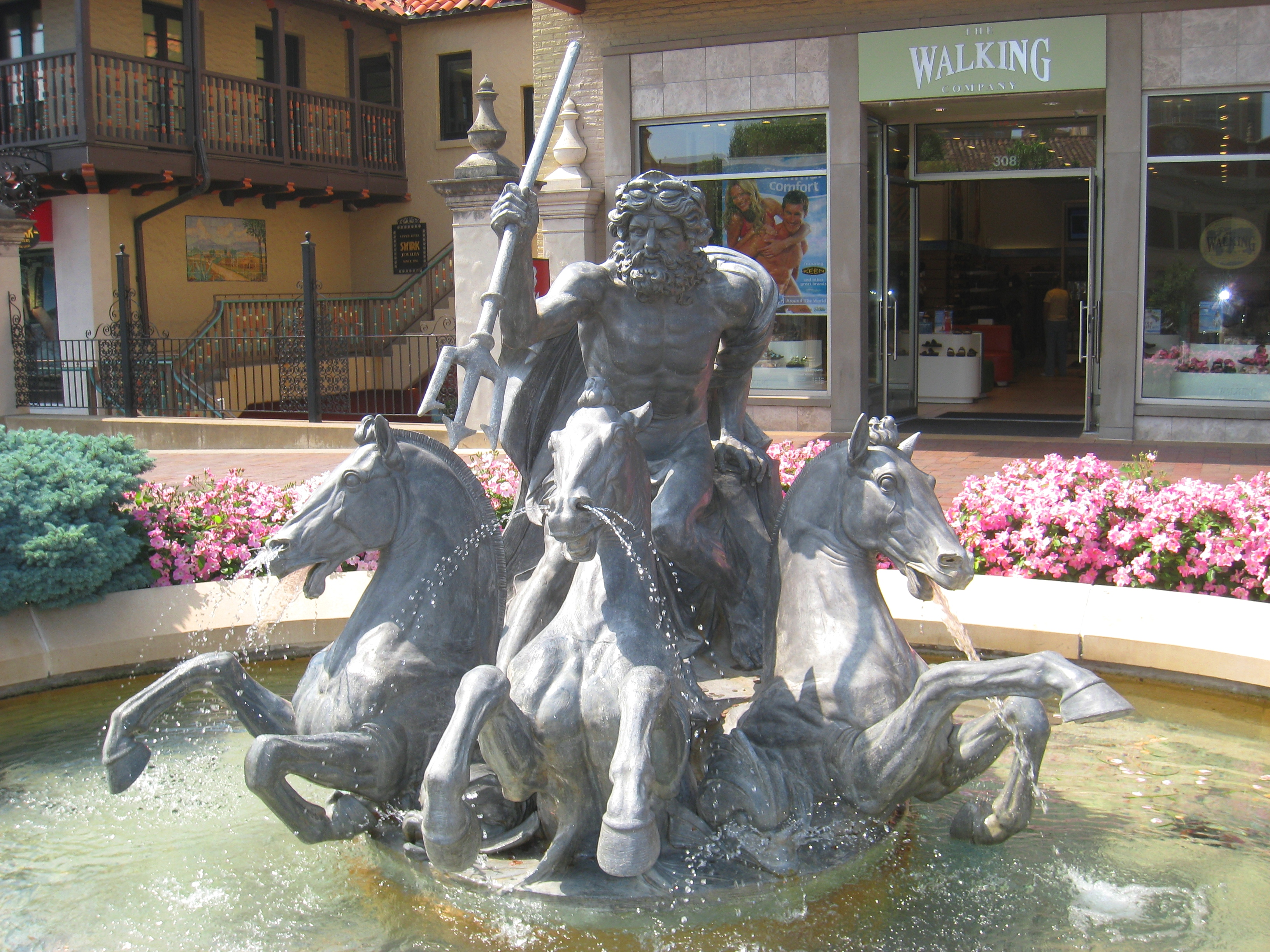
Neptun-Brunnen von der Bromsgrove Guild of Applied Arts, 1911.

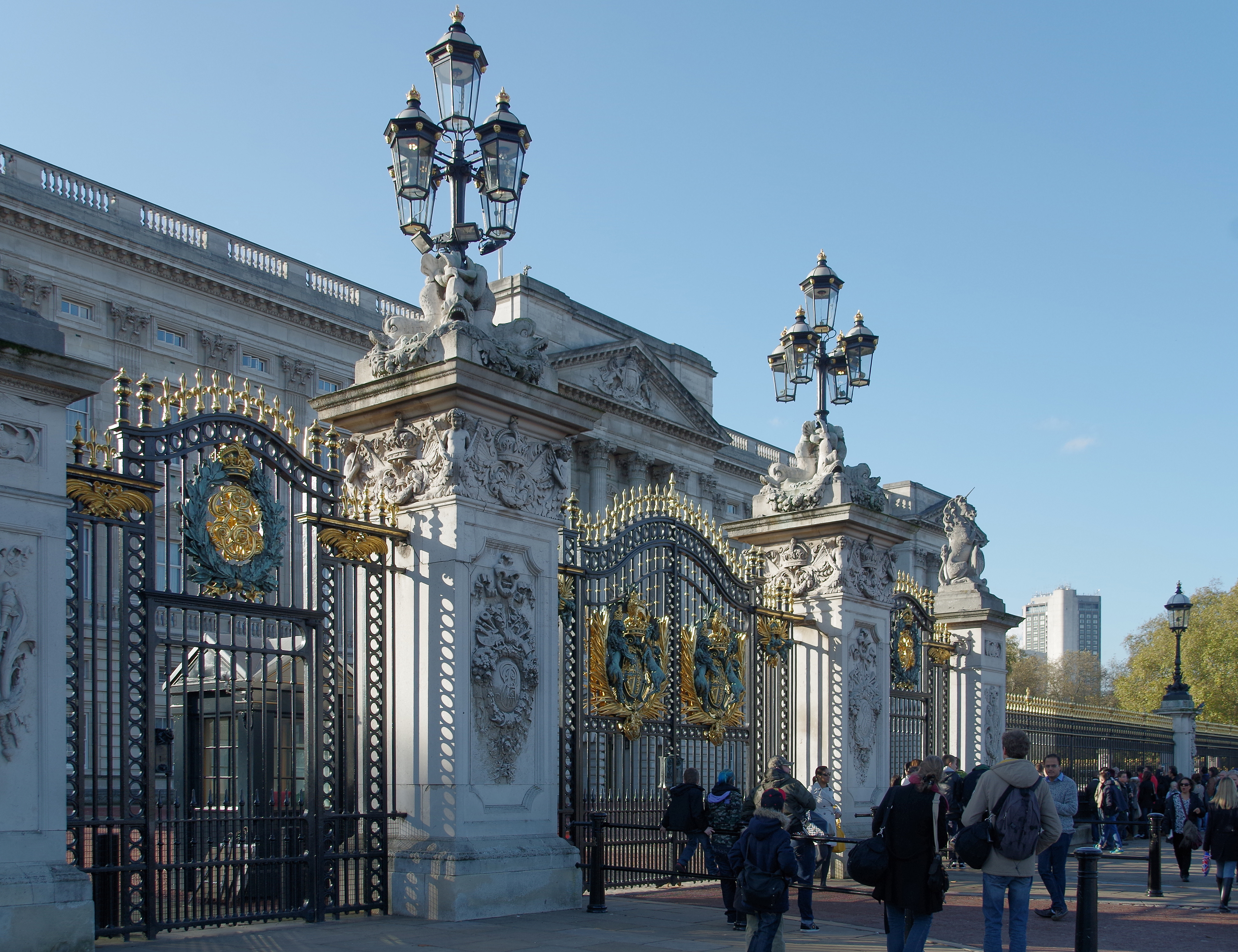
Haupttor des Buckingham Palace

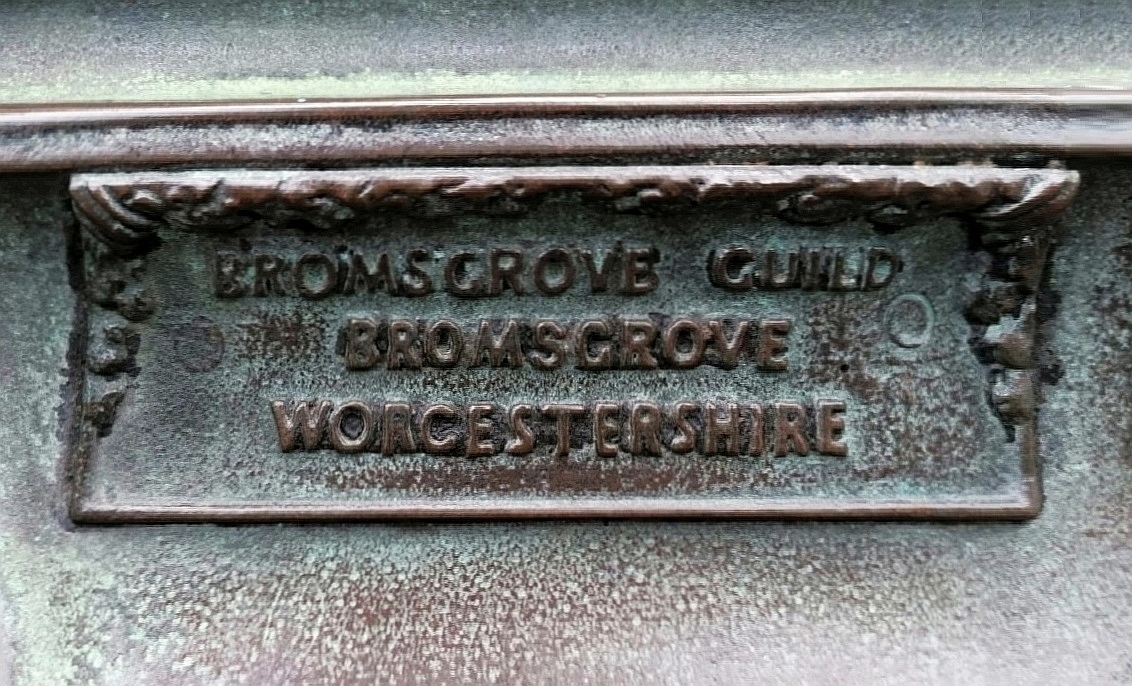
Herstellervermerk der Bromsgrove Guild am Haupttor des Buckingham Palace

Die Bromsgrove Guild of Applied Arts (The Bromsgrove Guild of Craftsmen) war eine Gesellschaft moderner Künstler und Designer, die mit dem Arts and Crafts Movement in Verbindung standen. Die „Gilde“  wurde von Walter Gilbert gegründet und bestand von 1898 bis 1966. Sie ist nach der Stadt Bromsgrove in Worcestershire benannt. Die Mitglieder fertigten Arbeiten in Metall, Holz, Gips, Bronze, Teppichen, Glas und anderen Werkstoffen.
1908 erhielt die Gilde einen Royal Warrant (Ernennung zum Hoflieferanten).
Die bekannteste Arbeit sind die Haupttore des Buckingham Palace und das Canada Gate. Beide Arbeiten sind Teil von Sir Aston Webbs Memorial Scheme (Gedächtnis-Anlage) für Königin Victoria.
Anders als viele ihrer zeitgenössische Gesellschaften, die nur kurze Zeit bestanden, wie die  William Morris Company oder HH Martin, existierte  die Bromsgrove Guild für mehr als sechs Jahrzehnte.

## Werke
- Liver birds am Royal Liver Building, Liverpool
- Ausstattung der Lusitania
- Ausstattung der Queen Mary
- Die Statue der Hygieia in Chequers
- Putzarbeiten in Averley, Glasgow.[4]
- Putzarbeiten am Central Station Hotel, Glasgow.
- Buntglasfenster in Stoneleigh, Glasgow.
- Tore und Skulpturen am Phoenix Assurance Building, Glasgow.
- Ausstattung des Cunard War Memorial, Liverpool.
- Englischer Altar und Abschrankungen in St Paul’s Church, Bedford.
- Verschiedene Gegenstände in Holy Trinity Church, Southport.
- Kanzeltüren und Altarretabel in der Liverpool Cathedral
- Gegenstände von in der Church of the Holy Trinity and St Mary, Dodford, Worcestershire
- Die Haupttore des Buckingham Palace
- Terpsichore an de Fassade des Fortune Theatre, City of Westminster
- Mosaik im Giebel von 50 Anlaby Road, Hull
- Chorgestühl in der All Saints Cathedral, Halifax, Kanada
- Stuckarbeiten im The Royal Naval College, Dartmouth
- Bronzetüren des Julius Beer Mausoleum, West Cemetery Highgate
  - Bronzearbeiten: [Angel and artist], Bronzeplakette, Mary, the infant Jesus, and John the Baptist, Lancaster Town Hall medal, Bromesgrove Guild medal, St. Hubert, Joan of Arc

## Persönlichkeiten
- Walter Gilbert
- Joseph Hodel
- Louis Weingartner
- William McCandlish

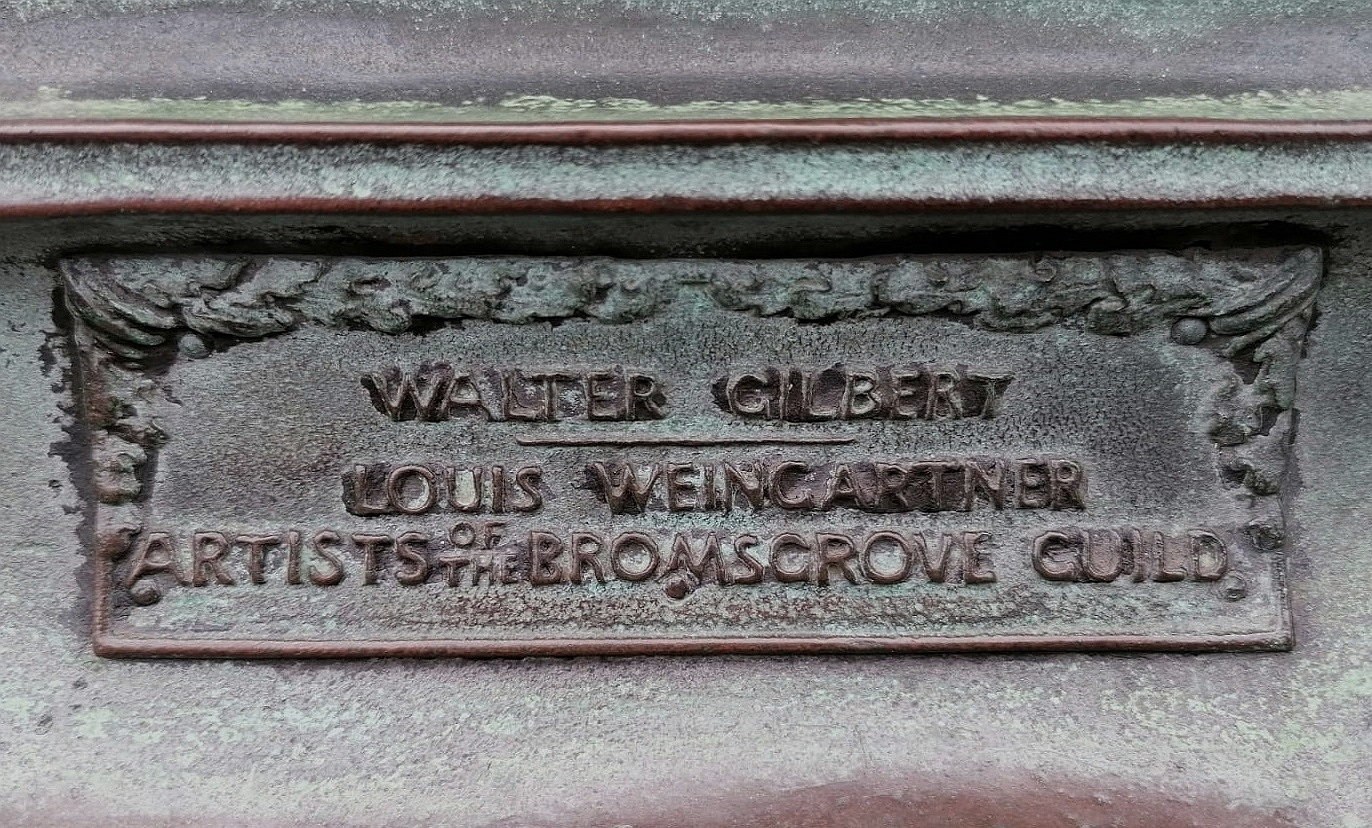
Die Namen der Bromsgrove-Guild-Künstler von Walter Gilbert und Louis Weingartner am Haupttor des Buckingham Palace

- Leopold Weisz, Opfer der Titanic-Katastrophe
- Michael Hewan Crichton
- Ernest Cowper